# Sân vận động Sultan Ibrahim
Sân vận động Sultan Ibrahim (tiếng Mã Lai: Stadium Sultan Ibrahim) là một sân vận động bóng đá ở Iskandar Puteri, Johor, Malaysia. Sân được đặt tên để vinh danh người đứng đầu hiện tại của bang, Sultan Ibrahim ibni Almarhum Sultan Iskandar.
Kể từ năm 2020, đây là sân nhà của Johor Darul Ta'zim thuộc Malaysia Super League. Sân vận động này đã thay thế Sân vận động Larkin, nơi đã từng là sân nhà của Johor Darul Ta'zim và tất cả các đội bóng ở Johor trước đây kể từ năm 1964. Tổng chi phí xây dựng ước tính khoảng 200 triệu MYR. Sân vận động có sức chứa 40.000 khán giả và được khánh thành vào ngày 22 tháng 2 năm 2020.

## Thiết kế
Lấy cảm hứng từ lá chuối, ý tưởng và thiết kế cuối cùng đã được Tunku Ismail trình làng trong một buổi lễ được tổ chức tại Iskandar Puteri, Johor. Sân vận động được xây dựng trên khu đất rộng 140.000 mét vuông với tổng diện tích xây dựng là 70.000 mét vuông và có sức chứa 40.000 người. Đèn LED màu đỏ, xanh lam và trắng (màu của hiệu kỳ Johor) được lắp đặt bên ngoài sân vận động để chiếu sáng vào ban đêm. Sân cũng là nơi đặt trụ sở của câu lạc bộ, và có trung tâm tập luyện và một cửa hàng lưu niệm.
Một thử nghiệm đường hầm gió tích hợp cho thiết kế của sân vận động đã được thực hiện bởi Guangdong Provincial Academy of Building Research Group, một công ty con của Guangdong Construction Engineering Group Lưu trữ ngày 2 tháng 10 năm 2018 tại Wayback Machine Co Ltd.

## Xây dựng
Với chi phí xây dựng sân vận động mới ước tính khoảng 200 triệu RM, Sultan của Johor đã cấp kinh phí cần thiết cho công việc xây dựng.
Country Garden Pacificview Sdn Bhd đã được giao trách nhiệm xây dựng sân vận động.
Vào tháng 1 năm 2017, câu lạc bộ cho biết công việc xây dựng sân vận động đã bị trì hoãn trong vài tháng và sẽ được hoàn thành từ tháng 7 đến cuối năm 2018 sau những điều chỉnh, thay đổi về vị trí, kỹ thuật và thiết kế của sân vận động do Tunku Ismail thực hiện.